# متحف مدينة تونس
متحف مدينة تونس، هو متحف تونسي فتح سنة 1999 ويقع في مبنى قصر خير الدين في تونس العاصمة.

## التاريخ
بعد تصنيف قصر خير الدين كمعلم تاريخي في 19 أكتوبر 1992، قررت بلدية تونس تأسيس هذا المتحف في الجناح الشمالي للقصر المطل على ساحة التريبونال، وافتتح سنة 1999.

يستقبل المتحف العديد من المعارض طوال السنة في مجال الفنون التشكيلية التونسية والأجنبية.